# Erik "Orsa" Bohlin
Erik "Orsa" Bohlin, ofta kallad "Orsa-Bohlin", född 1 juni 1897 i Orsa, Kopparbergs län, Dalarna, död 8 juni 1977 i Slättberg, Orsa, var en svensk tävlingscyklist. 
Bohlin var 1924 vinnare av det första Sexdagarsloppet, ett lopp som kördes till och med 1975. Som medlem av det svenska laget erövrade han 1924 även bronsmedaljen i lagtävlingen i Paris-OS, efter att i den individuella tävlingen ha placerat sig som sjua.
Bohlin kom senare att med viss framgång även tävla med motorcykel.
Bohlin är begravd på Orsa nya kyrkogård.